# 君が死ぬ夏に
『君が死ぬ夏に』（きみがしぬなつに、In the summer when you die）は、大柴健による日本の漫画作品。『マガジンSPECIAL』（講談社）にて、2015年No.10から2017年No.2まで連載。その後、同誌の休刊に伴い『別冊少年マガジン』（同社刊）に移籍して、2017年4月号から2018年8月号まで連載された。

## あらすじ
ごく普通の高校生・山野智也は、ある日、中学時代からずっと好意を寄せていた谷川沙希の幽霊に遭遇する。未来で死んでしまい、この現実に戻ってきたという、その沙希の幽霊と共に、同級の女子生徒・西田の自殺事件を他殺事件だったと推測し、その事件との関連性も疑って、実在する沙希が死んでしまう未来を変えるべく、智也は奮闘する。智也のバンド仲間で同級生の笹倉と沖浦香奈にもそのことを打ち明け、共に沙希を助けようと決意を固める。怪しい人物として、西田と仲が悪く、そのことで人間不信に陥り保健室登校になった女子生徒・掘や、西田の自殺事件と同時刻に掘と交流をしていた男子生徒・福岡などに疑いの目を向けるが、一向に犯人が見つからない。そんな中、また1人犠牲者が出てしまう。

## 登場人物
山野 智也
笹倉
沖浦 香菜
谷川 沙希 / 沙希ちゃん

谷川 沙希 / 谷川さん

ピョン吉

堀

堀 友也

西田

北島先生

## 書誌情報
- 大柴健『君が死ぬ夏に』講談社〈講談社コミックス〉、全7巻
  1. 2016年2月17日発売[1]、ISBN 978-4-06-395606-1
  2. 2016年6月17日発売[2]、ISBN 978-4-06-395694-8
  3. 2016年11月17日発売[3]、ISBN 978-4-06-395809-6
  4. 2017年5月9日発売[4]、ISBN 978-4-06-395936-9
  5. 2017年10月6日発売[5]、ISBN 978-4-06-510241-1
  6. 2018年3月9日発売[6]、ISBN 978-4-06-511065-2
  7. 2018年8月9日発売[7]、ISBN 978-4-06-512599-1